# 马萨诸塞湾交通局通勤铁路
波士頓通勤鐵路（英語：MBTA Commuter Rail）屬於马萨诸塞湾交通局，位於美國的大波士頓地區。經簽約交由威立雅运输、龐巴迪運輸、歐特內特顧問公司（Alternate Concepts, Inc.）合組的波士頓通勤鐵路公司（Massachusetts Bay Commuter Railroad Company，MBCR）營運。
波士頓通勤鐵路是美國通勤鐵路中第六繁忙的。列車塗裝以紫色為主，營運範圍南至羅德島州的北京斯敦（North Kingstown），北至 麻薩諸塞州的纽伯里波特，西達伍斯特。列車由波士頓的兩個端點站－北站與南站－－發車，並提供旅客轉車至美鐵、公車與地鐵。2013年第一季中，平常日每日乘坐人數為127,500人。

## 營運中路線
由南站發車（以下次序由東南向西）：
- 格林布希線（Greenbush Line）
- 費爾蒙特線（Fairmount Line）

波士頓通勤鐵路路線圖，2012年

- 普罗维登斯／斯陶登線（Providence/Stoughton Line）
- 弗蘭克林線（Franklin Line）
- 尼德罕線（Needham Line）
- 弗萊明罕／伍斯特線（Framingham/Worcester Line）
- 老殖民地線（Old Colony Lines）包括：
  - 京斯敦／普利茅斯線（Kingston/Plymouth Line）
  - 米都堡／雷克維爾線（Middleborough/Lakeville Line）

由北站發車（以下次序由西向東北）：
- 費曲堡線（Fitchburg Line）
- 洛厄尔線（Lowell Line）
- 黑弗里尔線（Haverhill Line]）
- 纽伯里波特／洛克波特線（Newburyport/Rockport Line）

## 外部連結
- MBTA Commuter Rail （页面存档备份，存于）
- Massachusetts Bay Commuter Railroad Company (MBCR)
- MBTA Commuter Rail profile and photos
- How MBTA rebuilt ridership （页面存档备份，存于） - Railway Age article from Nov 1991. Contains history of MBTA Commuter Rail system.
- MBTA daily rail operations visualized (Java applet, unofficial)
- MBTA Fleet Roster （页面存档备份，存于）